# VS Motor
VS Motor,   Vidarstrand Motor,  är ett norskt trimföretag som främst är känd för sin BMW M3 E36 3,9 - 1422hk / 1610NM bil som körde 7.70 sec/402M i Gardermoen sommaren 2006. Och därmed tog världsrekord på Strippen och blev erkänd som världens snabbaste bil [källa behövs].